# Mercedes Gaviria
Mercedes Gaviria Jaramillo (Medellín, 1992) es una sonidista y directora de cine colombiana.

## Biografía
Hija del cineasta Víctor Gaviria nació en 1992 en Medellín, Colombia. Antes de cumplir los 20 se radicó en Buenos Aires para estudiar en la FUC (Universidad del Cine) donde estudió dirección cinematográfica.
En 2013 presentó su primer corto, Polvo de Barro y tres años después Silencio antes (2016) en FICCI y BAFICI. En el BAFICI 2018 obtuvo el premio ASA al Mejor Sonido de Las hijas del fuego (2018) de Albertina Carri. En el 2018 Realizó el posgrado Programa de Cine en la Universidad Torcuato di Tella en Ciudad de Buenos Aires. El mismo año fue seleccionada para el Work in Progress del Festival Internacional de Cine de Mar del Plata, y en el 2019 en el Work in Progress del Festival internacional de Cine de Cartagena de Indias, Femme Revolution Film Fest de México y el BAM (Mercado audiovisual de Bogotá). 
Su primer largometraje como directora fue el documental Como el cielo después de llover (2021) un relato familiar basado en las imágenes grabadas por su padre de su propia familia. Mercedes ha recibido varios premios por el documental y ha sido destacado por la crítica por su conocimiento como sonidista.
Para ella, el ruido cuenta y mucho más los silencios, como los de su madre y hermano. Mediante esta aproximación a las posibilidades sonoras es que Mercedes Gaviria logra dotar a la voz 'en off' y el fuera de campo de un sentido que evidencia más de lo que permite ver la cámara y se convierte en una presencia que vibra para hacerse notar, tal como en la elección de no mostrarse en su edad actual sino a partir de sus videos de niña. señaló el crítico Camilo Calderón Acero
Actualmente es profesora de sonido de la FUC y postproductora de sonido en su estudio, Atalante.

## Filmografía

### Directora
- Polvo de Barro (2013) corto[3]
- Silencio antes (2016) corto 10' Directora y sonidista
- Como el cielo después de llover (2020). Directora, guion, investigación, dirección de fotografía, narración[4]
- Otacustas (2020) cirti 16' Directora

### Sonidista
- Silencio antes (2016) corto 10' Directora y sonidista
- Susurros (2017) de Federico Atehortúa sonido directo
- Las Vegas (2018) de Juan Villegas
- Las hijas del fuego (2018, 115’) de Albertina Carri.  Sonido
- La máxima longitud de un puente (2018) de Simón Vélez, Sonido
- La vida en común (2019) de Ezequiel Yanco sonido directo
- Tres atados (2019) de Kevin Zayat, Sonido
- Las mil y una (2020) de Clarisa Navas, Sonido
- Son of Sodom (2020) de Theo Montoya, Sonido
- El ojo del turista: XIII piezas fáciles (2021) de Luis Ospina, Sonido

## Premios y referencias
- BAFICI 2018 premio ASA al Mejor Sonido de Las hijas del fuego (2018, 115’) de Albertina Carri.

### PorComo el cielo después de llover
- Premio Jurado Joven a Mejor Largometraje Festival de Cine de Gijón 2020.
- Premio Luis Ospina, Mejor Dirección de Largometraje Nacional, Festival Internacional de Cine de Cali - FICCALI, Colombia, 2020
- Premio a la Crítica Joven a la Mejor Ópera Prima Latinoamericana, Mención Especial, 35° Festival Internacional de cine de Mar del Plata, Argentina, 2020